# Varanus auffenbergi
Varanus auffenbergi är en ödleart som beskrevs av  Robert Sprackland 1999. Varanus auffenbergi ingår i släktet Varanus och familjen varaner. Inga underarter finns listade i Catalogue of Life.
Arten förekommer endemisk på ön Pulau Roti öster om Timor i Indonesien. Den lever i låglandet och i kulliga områden upp till 400 meter över havet. Exemplaren vilar i bergssprickor eller i palmer av arten Borassus flabellifer. Skogar besöks inte. Varanus auffenbergi blir efter 18 till 24 månader könsmogen. Honor lägger 4 till 6 ägg per tillfälle och äggen kläcks efter 119 till 154 dagar. Nykläckta ungar är 14 till 16 cm långa.
Flera exemplar fångas och säljs som sällskapsdjur. Utbredningsområdet är uppskattningsvis 1 200 km² stort. IUCN listar arten som starkt hotad (EN).

## Bildgalleri

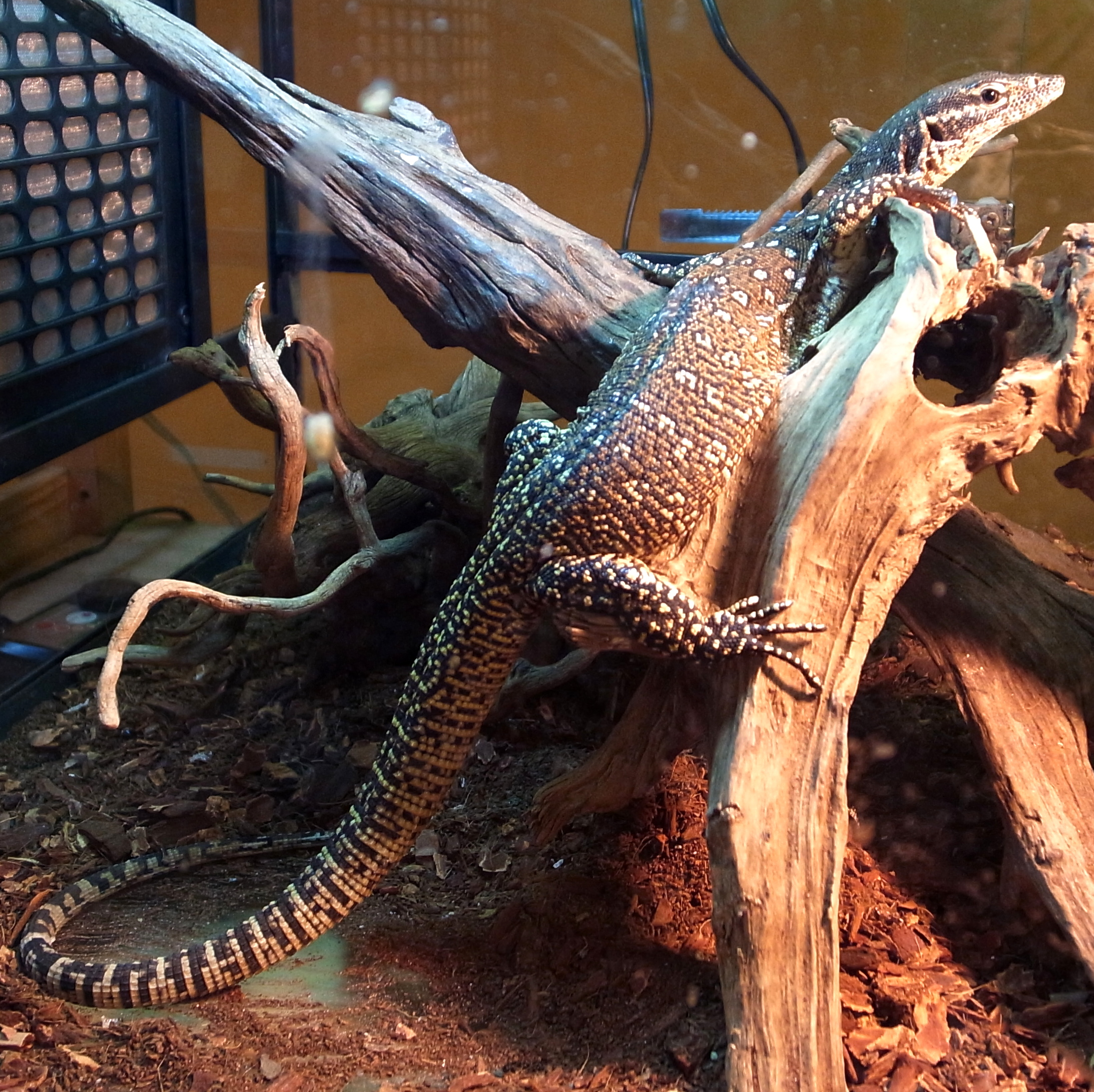
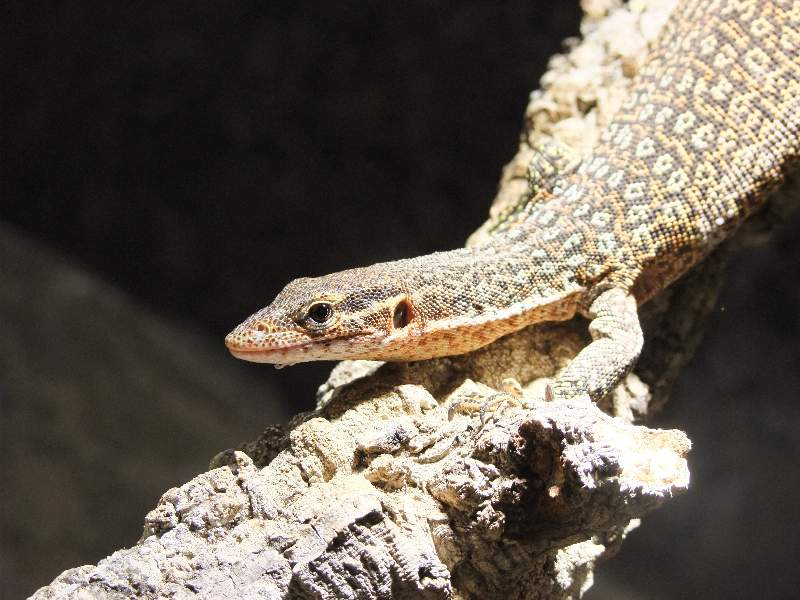